# Manuel Benedito
Manuel Benedito y Vives (Valencia, 25 de diciembre de 1875-Madrid, 20 de junio de 1963) fue un pintor español. Prolongó la tradición de la escuela valenciana del siglo XIX hasta muy avanzado el siglo siguiente.

## Biografía
Su padre trabajaba como taxidermista para la Facultad de Ciencias de la Universidad de Valencia. Se matriculó en 1888 en la Escuela de Bellas Artes de San Carlos en Valencia, donde estudió bajo la dirección de Salvá y Vilá. En el año 1894 entró en el taller de Joaquín Sorolla, y en 1896 viajó a Madrid con su maestro, donde realizó ilustraciones para La revista moderna y Blanco y Negro. Fue pensionado de 1900 a 1904 en la Academia Española de Bellas Artes de Roma, a cuyos requerimientos produjo varias pinturas de tema histórico, una de las cuales (El Infierno de Dante) recibió la Primera Medalla en la Exposición Nacional de Bellas Artes de 1904. Viajó por Francia, Bélgica y Holanda, y en 1909 se instaló en Volendam.
Entre sus exposiciones individuales destacan las celebradas en la Sala Amaré en 1907, y en los Salones de Blanco y Negro en 1910. Cultivó el retrato, el bodegón, los tipos locales y los paisajes. 

La vuelta de la montería (1913), Colección Banco Santander.

En 1918 fue nombrado asesor artístico de la Real Fábrica de Tapices. Académico en 1923 de la Real Academia de Bellas Artes de San Fernando (Madrid) y posteriormente de la Real Academia de Bellas Artes de San Carlos (Valencia), ejerció como profesor de colorido y composición en la Escuela de San Fernando, sustituyendo a su maestro Sorolla. Posteriormente fue nombrado director de la escuela. En 1925 es nombrado miembro correspondiente de la Hispanic Society of America de Nueva York, vocal correspondiente de la Academia Nacional de Bellas Artes de Lisboa, y en 1941 presidente del Patronato del Museo Sorolla y presidente de la Asociación de Escritores y Artistas Españoles durante el periodo de 1955 a 1964.
En su madurez se volcó en el retrato; para él posaron Alfonso XIII y Concha Piquer. Dentro de su buen nivel de calidad, son efigies convencionales, no muy originales. Más interesante es su retrato de Cléo de Mérode, obra juvenil bajo influencia del simbolismo. Falleció en Madrid, siendo su cuerpo enterrado en Valencia, y con sus obras se fundó la Casa-Museo Benedito en Madrid.

### Estilo
Aunque su aprendizaje con Joaquín Sorolla pueda sugerir lo contrario, Benedito se mantuvo fiel a un estilo realista sobrio, de gamas más bien oscuras, bastante alejado del luminismo valenciano. En algunas obras tempranas se aproxima a la España negra de Ignacio Zuloaga y José Gutiérrez Solana, aunque habitualmente se mantiene en una corrección estética de fácil salida comercial. Trata temas costumbristas con notable habilidad técnica, aunque eludiendo los aspectos más ásperos. Sobresale su gran cuadro Vuelta de la montería (colección Fundación Santander), que fue elogiado por Apollinaire.